# Dicar
Dicar ou Tecar (em árabe: ذي قار; romaniz.: Dhī Qār) é uma das 19 províncias do Iraque. Possui 12 900 quilômetros quadrados e segundo censo de 2018, havia 2 095 172 habitantes. Sua capital fica em Nassíria.